# Garpastum
Garpastum (russisk: Гарпастум) er en russisk spillefilm fra 2005 af Aleksej Aleksejevitj German.

## Medvirkende
- Jevgenij Pronin som Andrej
- Danila Kozlovskij som Nikolaj
- Tjulpan Khamatova som Anitsa
- Gosja Kutsenko som Aleksandr Blok
- Anna Bansjjikova som Darja